# Лёвин, Геннадий Михайлович
Генна́дий Миха́йлович Лёвин (род. 1938) — народный депутат Верховного Совета СССР, буровой мастер Мегионской конторы бурения треста «Сургутбурнефть» Главтюменнефтегаза Министерства нефтяной промышленности СССР, Ханты-Мансийский национальный округ. Герой Социалистического Труда (1971).

## Биография
Родился в 1938 году в Баку, куда в 1930 переехал его отец после раскулачивания на нефтепромыслы. Затем, вместе с семьей переехал в Татарскую ССР, где провел свое детство. В 1957 году окончил Сызранский нефтяной техникум. В том же году начал трудовую деятельность помощником бурильщика Коханской конторы бурения в объединении «Куйбышевнефть». В 1960-х, после службы в армии приехал на работу в город Отрадный Куйбышевской области.
1960—1968 гг. — помощник бурильщика, бурильщик, в 23 года стал буровым мастером конторы бурения № 2 треста «Первомайбурнефть», Куйбышевская область.
В 1968 году ему поступило предложение переехать на работу в Нижневартовск. «Поселили нас в клубе, больше похожем на барак. Мне первому из бригады уже в июне 1968 года дали трехкомнатную квартиру. Я поехал за семьей, и вместе со мной приехали ещё четыре семьи, все поселились у нас.» — вспоминает Г. М. Лёвин.
1968—1981 гг. — буровой мастер Нижневартовского УБР-1 объединения «Нижневартовскнефтегаз», Тюменская область.
Досрочно выполнил личные социалистические обязательства и плановые задания Восьмой пятилетки (1966—1970). 30 марта 1971 года Указом Президиума Верховного Совета СССР удостоен звания Героя Социалистического Труда «за выдающиеся заслуги в выполнении заданий пятилетнего плана по добыче нефти и достижение высоких технико-экономических показателей в работе» с вручением ордена Ленина и золотой медали Серп и Молот.
В 1971 г., будучи беспартийным, был выдвинут в депутаты Верховного Совета РСФСР.
С 1981 года следующие двадцать лет занимал должность начальника Сургутского УБР-2 ОАО «Сургутнефтегаз».
Под его руководством разрабатывались нефтяные месторождения Самотлора с начала освоения. Коллектив первым в Западной Сибири пробурил 1 млн м скважин, добыв более 150 млн т нефти. Инициатор скоростного бурения нефтяных скважин (рекордная годовая проходка его бригады 102 тысячи м в 1980 г.)

## Награды
За большой вклад в развитие нефтегазового комплекса Западной Сибири Г. М. Лёвин удостоен званий: «Отличник нефтяной промышленности» (1970 г.), «Почетный нефтяник Тюменской области» (1986 г.), «Заслуженный работник нефтяной и газовой промышленности РСФСР» (1989 г.), «Заслуженный работник Министерства топлива и энергетики Российской Федерации» (1998 г.). Его имя занесено в Книгу почета ОАО «Сургутнефтегаз».
- Герой Социалистического Труда
- Кавалер Ордена Ленина (1971, 1980 г.)
- Кавалер Ордена Трудового Красного Знамени (1973 г.)
- Кавалер Ордена Октябрьской революции (1986 г.)
- Кавалер Ордена Почёта (1997 г.)

Удостоен ряда других наград.